# Monte Iudica
Il Monte Iudica ricade nel territorio di Castel di Iudica, a circa 50 km da Catania, in un'area compresa tra i fiumi Dittaino e Gornalunga (l'antico Erykes). Il monte, oltre ad avere un notevole interesse naturalistico e paesaggistico, riveste una grande importanza perché fu punto di incontro di culture e civiltà.

## Scavi
Esplorato già agli inizi del Novecento da Paolo Orsi, Monte Iudica è un importante centro indigeno.
Gli scavi condotti in quest'area, che è sottoposta a vincolo archeologico e paesaggistico dal 1998, hanno messo in luce sulla parte sommitale del rilievo (E) una porzione dell'abitato costituito da ambienti addossati alla roccia e la necropoli (SE) costituita da tombe a camera scavate nella roccia.
Da entrambi questi contesti provengono materiali di tradizione indigena, contenitori per derrate, pithoi ed anfore da trasporto di varie officine che attestano la vivacità del centro che presenta una forte connotazione indigena ed il suo maggior sviluppo nella seconda metà del VI secolo a.C. con una parabola discendente agli inizi del V secolo a.C.
A partire dal 2015 il sito è nuovamente oggetto di rinnovato interesse scientifico, essendo stato sede di un corso di Sistemi Informativi Territoriali applicati all'Archeologia, che avrà un seguito , a partire da giugno 2016, in importanti scavi archeologici, ad opera della Soprintendenza di Catania. 
Da menzionare, inoltre, sul monte la presenza di edifici di epoca più recente, che testimoniano una continuità di vita in quest'area:
- l'antico Castello di Iudica, il cronista normanno Goffredo Malaterra conferma l'esistenza in loco di un castello popolato, che fu conquistato da re Ruggero I di Sicilia a seguito della vittoria, ottenuta nel 1076, sui saraceni. (I resti della fortificazione sono visibili in prossimità della cima del monte Iudica);
- alcuni resti medievali intorno ai ruderi cinquecenteschi dell'Eremo della Gabella, con la limitrofa masseria Iudica e la Chiesa di San Michele Arcangelo.

Una zona della cima del monte Iudica è conosciuta con il nome di "u Sautu 'a Vecchia" ("il Salto della Vecchia"), derivato da un leggendario episodio. All'epoca della conquista normanna, si racconta infatti che una giovane, Emidia, si fosse travestita da vecchia per ingannare i Saraceni, ma venne da questi gettata in un dirupo. Tuttavia il gesto permise ai Normanni di conquistare il castello.
A partire dal 2005 l'episodio leggendario è stato rievocato in una manifestazione promossa dal comune.
Accessi:
- Da Catania: Autostrada CT-PA uscita Gerbini Sferro seguire segnaletica per Castel di Iudica
- Da Palermo: Autostrada PA-CT uscita Gerbini Sferro seguire segnaletica per Castel di Iudica